# Zine
Zine [si:n] är en förkortning av engelskans magazine, och används som benämning för olika sorters amatörproducerad media som distribueras i konventionellt eller icke-konventionellt tidningsformat.
Exempel på en zine är Död åt världen.